# (73945) 1997 SS28
(73945) 1997 SS28 – planetoida z pasa głównego asteroid okrążająca Słońce w ciągu 5,48 lat w średniej odległości 3,11 j.a. Odkryta 28 września 1997 roku.